# Habitatge al carrer Sant Francesc, 71 (Vic)
L'Habitatge al carrer Sant Francesc, 71 és una casa amb elements eclèctics de Vic (Osona) inclosa a l'Inventari del Patrimoni Arquitectònic de Catalunya.

## Descripció
Edifici civil. Casa entre mitgeres que consta de planta baixa, dos pisos i terrassa de mig tram, pel cantó de la façana. A la planta baixa hi ha dos portals d'arc rebaixat, un de grans dimensions i l'altre més petit, amb una reixa datada. Els pisos primer i segon tenen estructures simètriques, balcó i finestra, però les seves dimensions disminueixen amb l'alçada. Baranes de ferro treballat així com la reixa del portal.
La barana està treballada amb una bonica cornisa.
L'estat de conservació és força bo.

## Història
L'edifici, segurament originari d'èpoques anteriors al segle xviii, es degué reformar a principis del segle xix, a jutjar per la data del portal: 1884.
Es troba a l'antic carrer del raval de Sant Francesc, que comunicava la ciutat amb el camí de Barcelona. Al segle xiii, a instàncies de Jaume I, es traslladà aquesta via al c/Sant Pere. L'extrem del carrer fou clausura del morbo i baluard defensiu. Pocs anys després de la construcció de l'església del Roser, l'any 1863, hi hagué un important aiguat que motivà grans destrosses al carrer.
A mitjans de segle XX es va construir un nou pont sobre el Meder i la zona va començar a expandir-se.